# Akela Col
Der Akela Col ist ein seicht ansteigender, zwischen 400 und 500 m hoher Pass im Nordwesten der westantarktischen James-Ross-Insel. Er liegt 4 km südlich des Rink Point zwischen dem Virgin Hill und der Kipling Mesa. Er stellt die einzige Verbindung zwischen der Whisky Bay und einer unbenannten Bucht östlich des Lagrelius Point dar. 
Das UK Antarctic Place-Names Committee benannte den Pass 2006 nach dem Wolf Akela aus Das Dschungelbuch nach Rudyard Kipling aus dem Jahr 1894.